# Luís Tinoco (Komponist)
Luís Tinoco (* 16. Juni 1969 in Lissabon) ist ein portugiesischer Komponist, der auch als Hochschullehrer wirkt. Er ist der Sohn des Architekten, Künstlers, Musikers, Texters und Komponisten José Luís Tinoco (* 1932).

## Leben und Wirken
Tinoco studierte bis 1996 bei Christopher Bochmann und António Pinho Vargas an der Escola Superior de Música in Lissabon und bis 1999 bei Paul Patterson an der Royal Academy of Music in London. Den Doktorgrad im Fach Komposition erlangte er als Student von Nicola LeFanu 2010 an der University of York. Seit 1999 unterrichtet er an der  Escola Superior de Musica, deren Vizedirektor er von 2011 bis 2015 war. Seit 2000 ist er freiberuflicher Komponist. Für Rádio e Televisão de Portugal schrieb und moderierte er Programme für Neue Musik: von 2000 bis 2003 A Partitura de um Século, danach Geografia dos Sons. Ab 2001 war er außerdem künstlerischer Leiter des OrchestrUtopica, eines Ensembles für zeitgenössische Musik. 2006 wurde er Associate der Royal Academy of Music. 2024 erhielt Tinoco den Prémio Pessoa.
Kompositionen Tinocos wurden auf CD aufgenommen und in Australien, Kanada, vielen Staaten Europas (u. a. bei den ISCM World Music Days 2003 in Slowenien), Neuseeland, Südkorea und den USA aufgeführt. Neben anderen Preisen erhielt er den Prémio de Composição Lopes-Graça (1995), den Ersten Preis beim Wettbewerb des Galliard Ensemble (1999), den Prémio Revelação Ribeiro da Fonte des portugiesischen Kulturministeriums (2000) und den Prémio de Composição Cláudio Carneyro (2000).

## Werke
- Quarteto de Cordas, 1995
- Perpetuum für großes Orchester, 1996
- Verde Secreto für Altsaxophon und Klavier, 1997
- Tríptico für Violine und Klavier, 1997
- A Way to Silence für Flöte, Klarinette, Fagott, Horn, Posaune, Violine, Viola und Cello, 1997
- Autumn Wind für Flöte (+ Piccoloflöte), Oboe, Klarinette, Horn und Fagott, 1998
- Lugares Esquecidos für Violine, Viola, Cello und Klavier, 1998
- Canto para Timor Leste für  vierzehn Streicher, 1998
- Sundance Sequence für Flöte, Klarinette, Fagott, Horn, Posaune, Violine, Viola Cello, Kontrabass, Klavier und Perkussion, 1999
- ...a Terra Fértil für Horn, zwei Trompeten, Posaune und Tuba, 1999
- Round Time Poems für Männerchor (Text von João Tinoco), 1999
- Antípoda für kleines Orchester, 1999–2000
- Mind the Gap für Marimba, 1999–2000
- Light – Distance für Flöte (+ Piccoloflöte), Oboe (+Horn), Klarinette (+ Bassklarinette), Horn und Fagott, 2000
- O Curso das Águas für Flöte, Oboe d’amore (+Horn), Klarinette und Fagott, 2001
- Invenção sobre Paisagem für kleines Orchester, 2001
- Três Poemas do Oriente für Sopran, Flöte, Klarinette, Harfe, Klavier und Perkussion (Text von Camilo Pessanha), 2001 (französische Version Trois Poèmes de l'Orient übersetzt von Christine Pâris-Montech 2003)
- Ends meet für Marimba und Streichquartett, 2001–02
- Round Time für großes Orchester, 2002
- Solonely Ballettmusik für Kontrabass und Live-Elektronik (Choreographie: David Fielding), 2002
- Qalbî 'arabî – os viajantes da noite (arabische Lyrik des 11. und 12. Jahrhunderts, übersetzt von Adalberto Alves) für zwei Soprane, Mezzosopran, Tenor, Bariton und fünfzehn Streicher, 2002
- Imaginary Dancescape – a melodrumming after Cocteau (Text von Jean Cocteau) für Bariton und fünf Perkussionisten, 2003
- Short Cuts für vier Saxophone, 2003
- Zapping, 2004
- Hovering over für kleines Orchester, 2004
- Tracing the Memory, 2004–05
- Díptico für Klavier und großes Orchester, 2004–05
- Labyrinth für Klarinette, Fagott, Trompete, Violine, Viola, Cello und Kontrabass, 2005
- Fantastic Tales (Text von Terry Jones), für Sprecher und Orchester, 2005–06 (portugiesische Version Contos Fantásticos, übersetzt von Manuela Madureira  2005–06)
- The Delirium of My Desire – a Consequenza für Soloflöte, in memoriam Luciano Berio, 2006
- Steel Factory für vier Steeldrums, 2006
- Diversion für Gitarre, Trommel und zwei Spiel ad libitum, 2006
- Ascent für großes Orchester, 2006–07
- Search Songs (Liedzyklus nach Fernando Pessoa) für Sopran und Orchester, 2006–07
- From the Depth of Distance (Texte von Fernando Pessoa und Walt Whitman) für Sopran und Orchester, 2008
- Evil Machines (Musiktheaterwerk, Text von Terry Jones), 2008
- Paint Me (Kammeroper, Libretto von Stephen Plaice), 2010
- Canções do Sonhador Solitário, Kantate (Text von Almeida Faria) für Sopran und Orchester, 2011
- Cercle Intérieur für großes Orchester, 2012
- Horn Concerto, 2013
- Frisland für großes Orchester, 2014
- Lídia (Ballett, Choreographie von Paulo Ribeiro), 2014
- Cello Concerto, 2019
- Clarinet Concerto, 2019